# It's Hard to Be Humble
It's Hard to Be Humble är en sång skriven av Mac Davis, och inspelad av honom 1980. Med text på svenska av Ewert Ljusberg spelades den in 1984 av Mats Rådberg som "Det är inte lätt att va' ödmjuk".

### Fotnoter
1. ↑  Joakim Tegblom. ”Låtar du trodde var svenska”. Arkiverad från originalet den 26 oktober 2013. https://web.archive.org/web/20131026075436/http://gotiskaklubben.wordpress.com/2013/09/22/latar-du-trodde-var-svenska/. Läst 19 juni 2014.